# 1957年ドイツ連邦議会選挙
1957年ドイツ連邦議会選挙（1957ねん ドイツれんぽうぎかい せんきょ、ドイツ語: Bundestagswahl 1957）は、ドイツ連邦共和国（当時：西ドイツ）の下院に該当する連邦議会（Bundestag）の議員を選出するために1957年9月15日に行われた選挙である。

## 選挙データ
- 連邦首相：コンラート・アデナウアー（キリスト教民主同盟）
- 与党：キリスト教民主同盟（CDU）＋キリスト教社会同盟（CSU）＋自由民主党（FDP）＋故郷被追放者・権利被剥奪者ブロック（GB-BHE）＋ドイツ党（DP）
- 連邦議会定数：494議席（ザールラントが復帰したことに伴い前回より10議席増）
- 選挙制度：比例代表制（小選挙区比例代表併用制、小選挙区247議席）

全体議席は、第2投票（州単位で作成される政党名簿への投票）に投ぜられた得票に従って議席配分されるが、少数政党の乱立を防止する観点から、①第2投票で有効投票総数の5％以上を獲得、②第1投票（選挙区候補者への投票、最多得票を得た候補が当選）で3議席を得た（前回までは1議席）。いずれかの要件を満たした政党にのみ議席配分される制度となっている。尚、選挙区議席が比例配分議席を上回った場合は、超過議席となる。
- 有権者数：35,400,923名

## 選挙活動

### 選挙ポスター

CDU
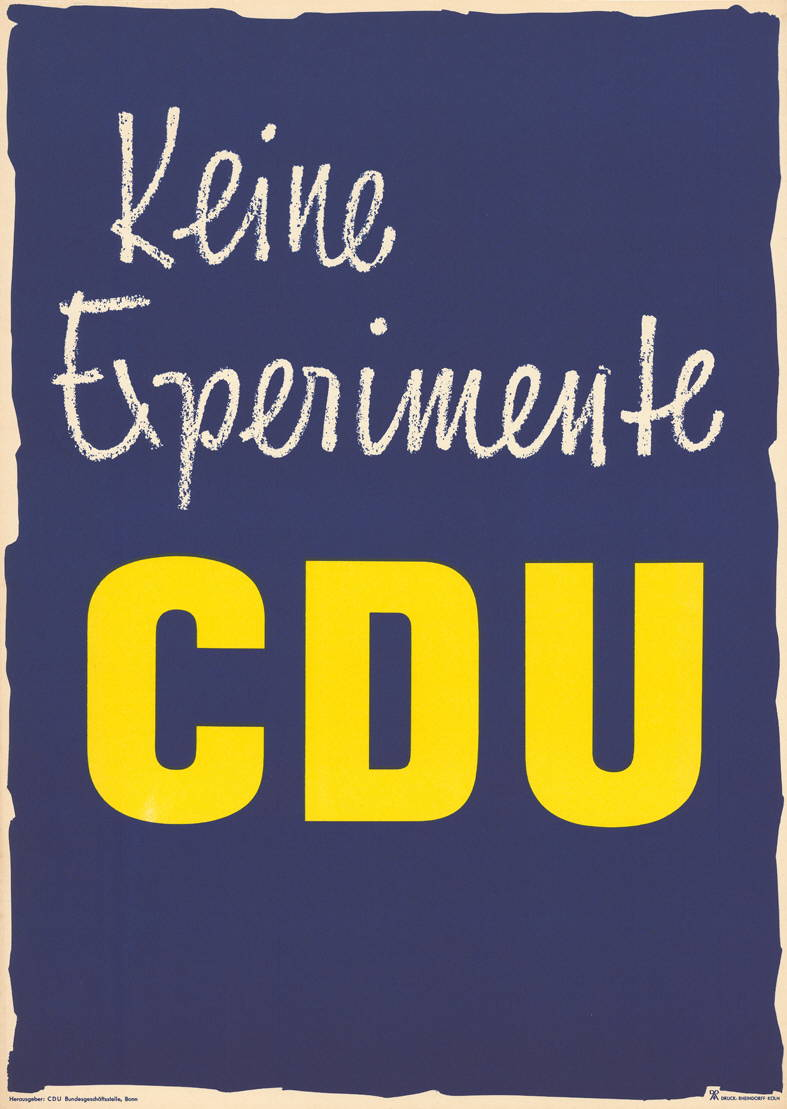
CDU
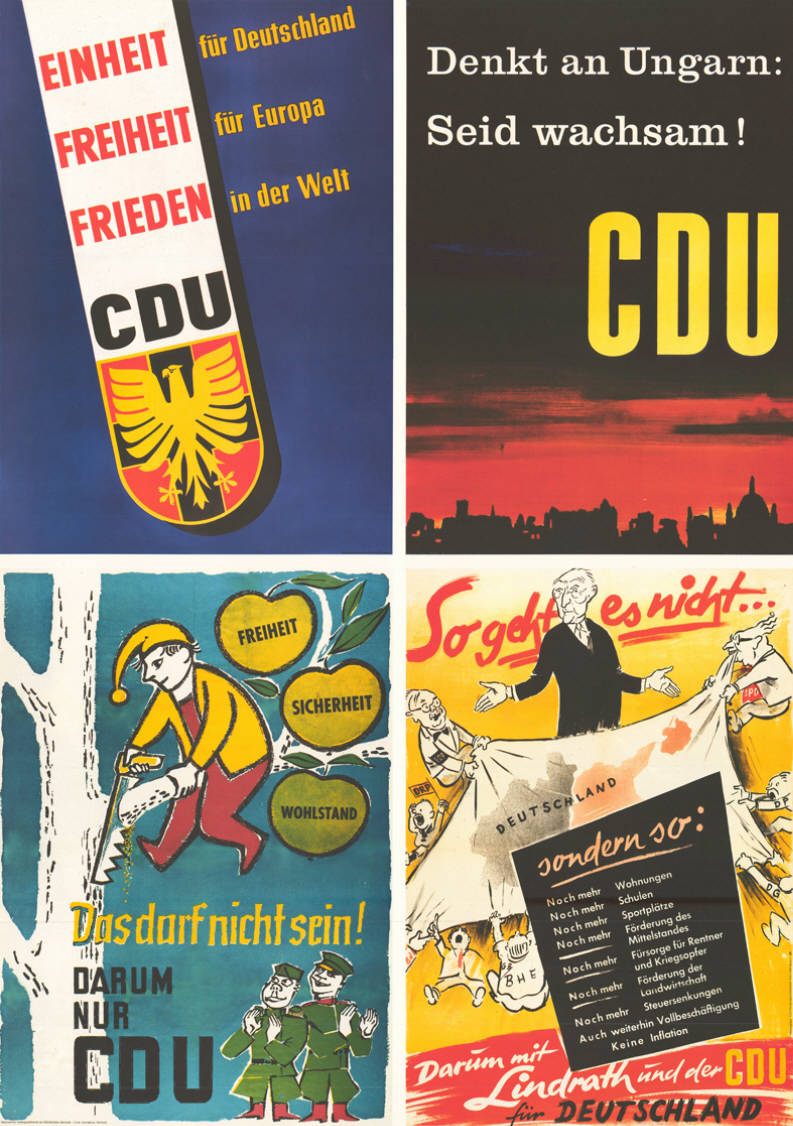
CDU
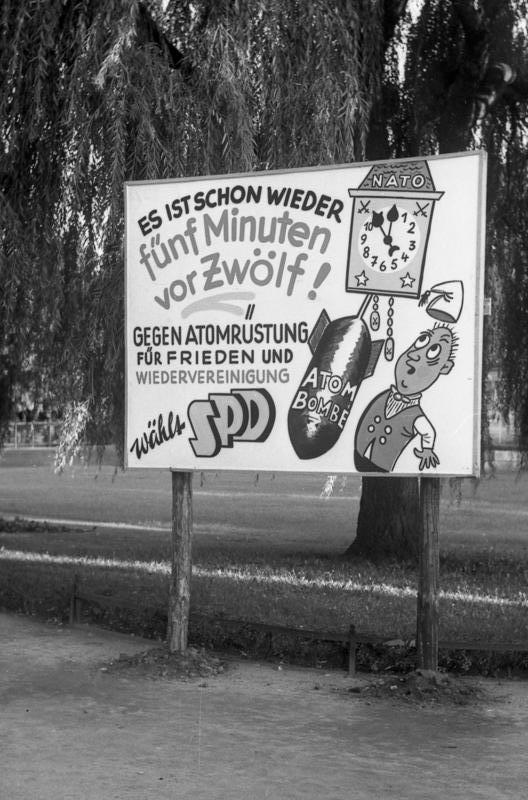
SPD
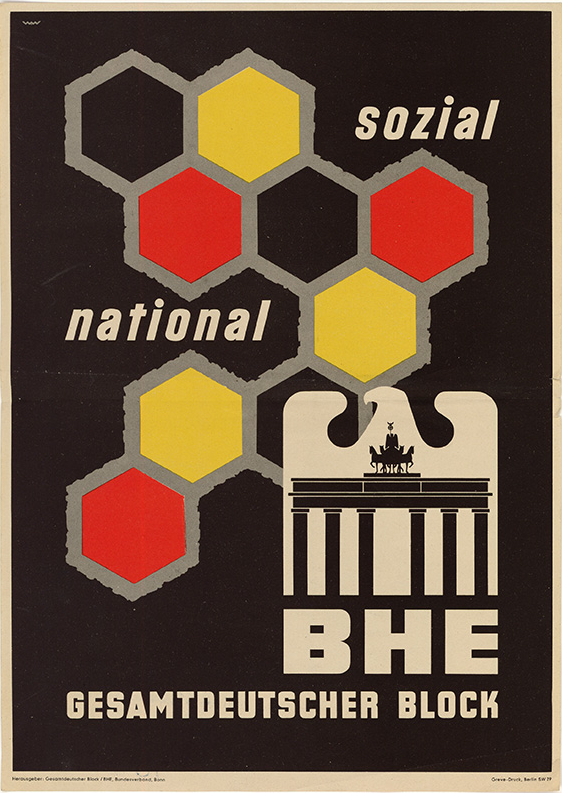
GB-BHE

### 投票所

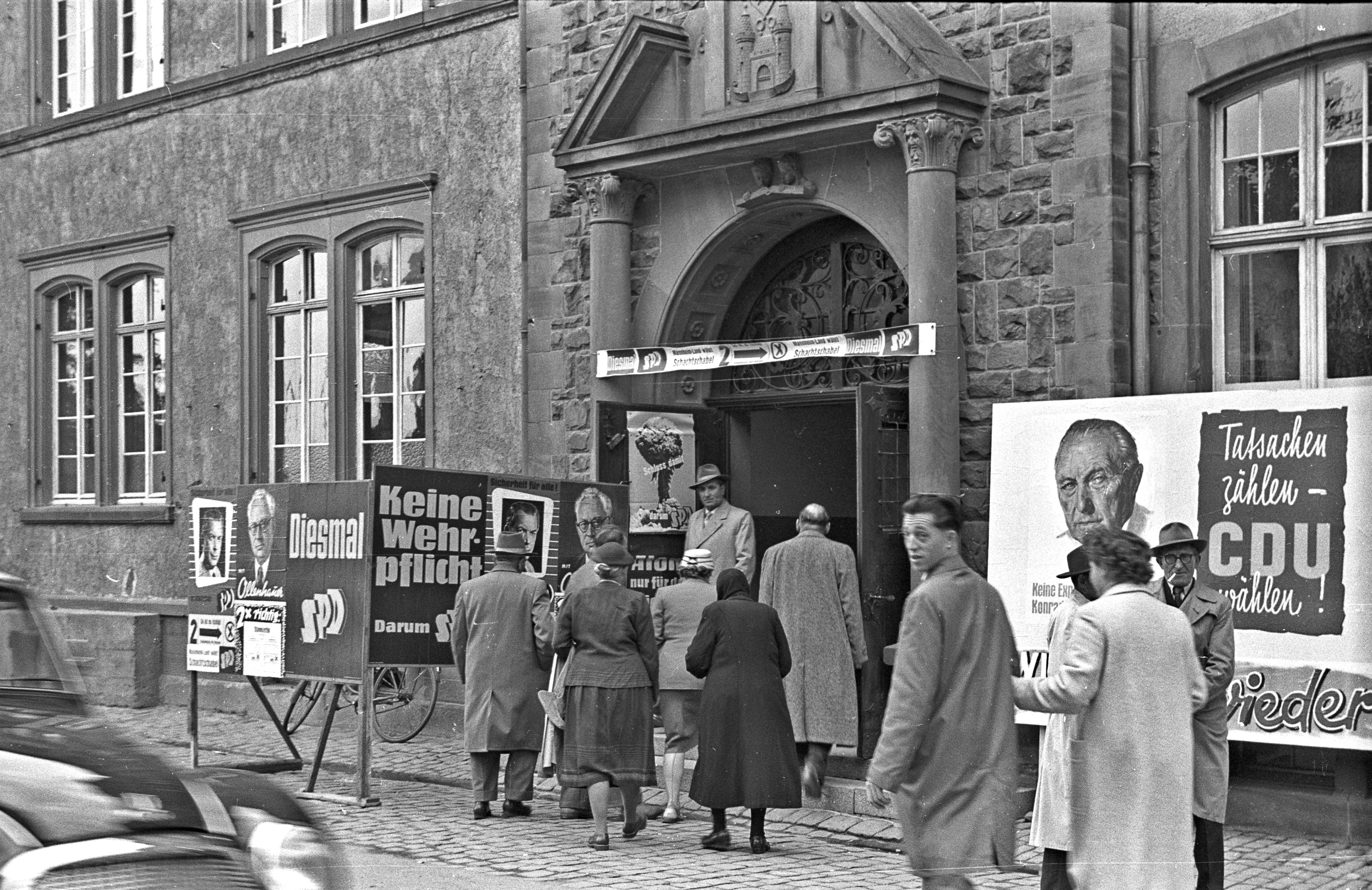
投票所
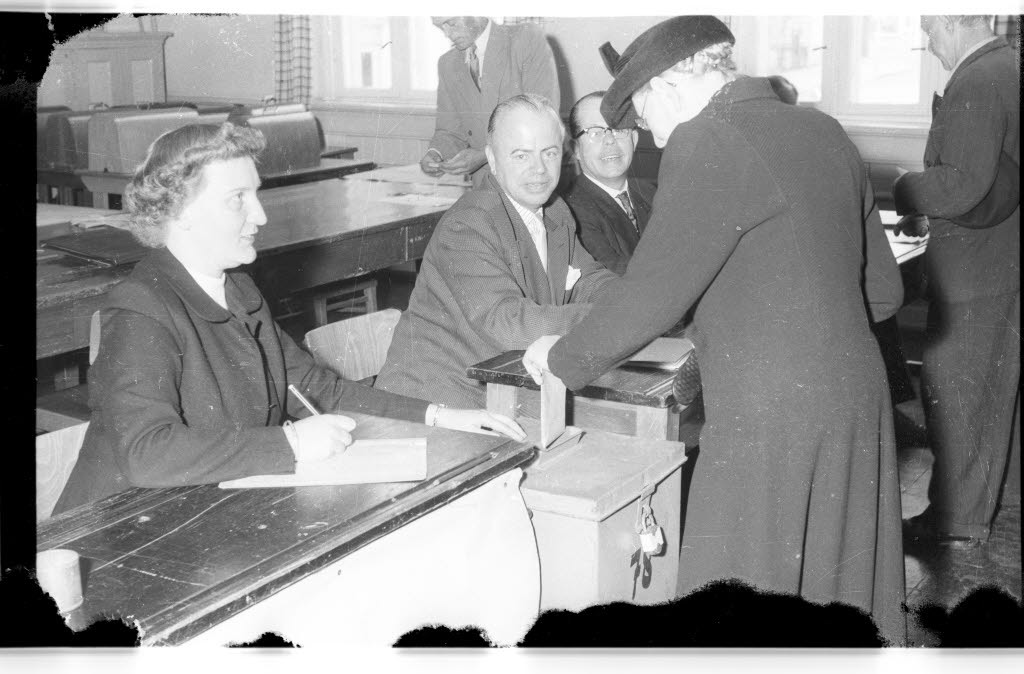
キールの投票所

## 選挙結果
- 投票日：1957年9月15日
- 投票者数：31,072,894名（投票率87.8％）
- 有効票数：29,905,428票（第2投票）

|      |                                                   |                                                   |            |            |            |          |          |            |                      |
| 党派 | 党派                                              | 党派                                              | 候補者投票 | 候補者投票 | 政党投票   | 政党投票 | 議席数   | 議席数     | 西ベルリン選出議席数 |
| 党派 | 党派                                              | 党派                                              | 得票数     | ％         | 得票数     | ％       | 全体議席 | （選挙区） | 1957-1961            |
|      | キリスト教 民主・社会同盟 (CDU/CSU)               | キリスト教民主同盟 （CDU）                        | 11,975,400 | 39.7       | 11,875,339 | 39.71    | 215      | 147        | 7                    |
|      | キリスト教 民主・社会同盟 (CDU/CSU)               | キリスト教社会同盟 （CSU）                        | 3,186,150  | 10.6       | 3,133,060  | 10.48    | 55       | 47         |                      |
|      | ドイツ社会民主党 （SPD）                          | ドイツ社会民主党 （SPD）                          | 9,651,669  | 32.0       | 9,495,571  | 31.75    | 169      | 46         | 12                   |
|      | 自由民主党 （FDP）                                | 自由民主党 （FDP）                                | 2,276,234  | 7.5        | 2,307,135  | 7.71     | 41       | 1          | 2                    |
|      | 故郷被追放者・権利被剥奪者ブロック (GB-BHE)       | 故郷被追放者・権利被剥奪者ブロック (GB-BHE)       | 1,324,636  | 4.4        | 1,374,066  | 4.59     | 0        | 0          |                      |
|      | ドイツ党 （DP）                                   | ドイツ党 （DP）                                   | 1,062,293  | 3.5        | 1,007,282  | 3.37     | 17       | 6          |                      |
|      | ドイツ帝国党 (DRP)                                | ドイツ帝国党 (DRP)                                | 290,622    | 1.0        | 308,564    | 1.03     | 0        | 0          |                      |
|      | 連邦同盟 (FU)                                     | 連邦同盟 (FU)                                     | 295,533    | 1.0        | 254,322    | 0.85     | 0        | 0          |                      |
|      | 統一、平和及び自由のためのドイツ人連合党 (BdD)    | 統一、平和及び自由のためのドイツ人連合党 (BdD)    | 37,329     | 0.1        | 58,725     | 0.20     | 0        | 0          |                      |
|      | ドイツ中小企業党同盟 (Mittelstand)                | ドイツ中小企業党同盟 (Mittelstand)                | 3,024      | 0.0        | 36,592     | 0.12     | 0        | 0          |                      |
|      | 南シュレースヴィヒ選挙人同盟 (SSW)                | 南シュレースヴィヒ選挙人同盟 (SSW)                | 33,463     | 0.1        | 32,262     | 0.11     | 0        | 0          |                      |
|      | ドイツ共同体 (DG)                                 | ドイツ共同体 (DG)                                 | 16,410     | 0.1        | 17,490     | 0.06     | 0        | 0          |                      |
|      | 愛国同盟 (VU)                                     | 愛国同盟 (VU)                                     | 2,250      | 0.0        | 5,020      | 0.02     | 0        | 0          |                      |
|      | 善良ドイツ人党 (PdgD)                             | 善良ドイツ人党 (PdgD)                             | 356        | 0.0        | -          | -        | 0        | 0          |                      |
|      | 有権者団体・無所属 (Wählergruppen/Einzelbewerber) | 有権者団体・無所属 (Wählergruppen/Einzelbewerber) | 845        | 0.0        | -          | -        | 0        | 0          |                      |
|      | 自由人民党 (FVP)                                  | 自由人民党 (FVP)                                  | -          | -          | -          | -        | 0        | 0          | 1                    |
| 合計 | 合計                                              | 合計                                              | 30,156,214 | 100.0      | 29,905,428 | 100.00   | 497      | 247        | 22                   |

- 出典：Wahl zum 3. Deutschen Bundestag am 15. September 1957(連邦選挙管理官（ドイツ語版）)
- 超過議席は3議席(CDU)

CDU/CSUが50.2％の得票を獲得、戦後のドイツ史上初めて、かつ唯一となる連邦議会の単独過半数を占めることができた。このためFDPおよび議席を失ったGB-BHEが連立から外れ、CDU/CSU、DPの三党連立の第三次アデナウアー内閣が発足した。SPDも前回より支持を若干回復させ、31.8％の得票を得た。1953年選挙からCDU/CSUとCDUの二大政党集団へ支持が集中する傾向が強まった結果、本選挙においてCDU/CSUとSPD、FDPの三党派以外に議席を得ることができた政党はDPのみであったが、DPの議席はCDUとの選挙協力で辛うじて得ることができたものであった。この選挙で事実上、CDU/CSUとSPDの2大政党集団に中間政党であるFDPを加えた「3党体制」が完成し、次の1961年選挙以降、1983年の選挙で「緑の党」が5％阻止条項を突破して議席を獲得するまで「3党体制」が継続することとなった。